# Sanjkanje
Sanjkanje je način prelaženja strmih zaleđenih ili zasniježenih površina korištenjem sanjki u svrhu rekreacije ili zabave. Sanjkanje je ujedno i zimski sport u kojem je cilj prijeći zadanu zaleđenu stazu na propisanim sanjkama u što kraćem vremenu. Prakticira se diljem svijeta i jedan je od najpopularnijih zimskih sportova. 

## Opis
Pri vožnji sanjki sanjkaš ili više njih sjede (ili u slučaju natjecateljskog sporta leže na leđima) na sanjkama položajem nogama prema naprijed. Postoji varijanta sanjkanja u kojem osoba leži potrbuške na sanjkama glavom naprijed u smjeru vožnje; ta se varijanta sanjkanja naziva skeleton. Od boba se sanjkanje razlikuje po tome što sanjke nemaju aerodinamični oklop, već se sastoje samo od ležišta i saonica.
Danas se prakticira više discipline tog sporta: pojedinačno i u paru, i to za žene i muškarce (iako se žene rijetko natječu u dvosjedu). Pravila natjecanja su jednostavna: natjecatelj na kratkoj zaletnoj stazi ubrza sanjke gurajući ih rukama u sjedećem položaju, legne na leđa te zatim upravlja težinom tijela te pritiskom nogama na lijevu ili desnu saonicu smjerom vožnje. Pojedinačno sanjkanje najčešća je disciplina u kojoj se natjecatelji natječu na kratkim stazama, koje su obično duge između 1200 i 1500 metara. Natjecatelji na stazi imaju zadatak što brže prijeći ciljnu liniju, a koriste sanjke koje su prilagođene za ovu vrstu utrka. Sanjkaši ubrzavaju na kratkoj zaletnoj stazi i zatim legnu na leđa na svoje sanjke, koristeći tijelo i noge za upravljanje smjerom vožnje. Pobjednik je natjecatelj koji prijeđe ciljnu liniju u najkraćem vremenu. U ekipnom sanjkanju natjecatelji se natječu u parovima ili grupama, gdje jedan natjecatelj upravlja sanjkama dok drugi vuče. Ova disciplina obično uključuje i elemente brzine i preciznosti, a pobjednik je tim koji prijeđe ciljnu liniju u najkraćem vremenu. U sanjkanju u paru dva natjecatelja sjede na istoj sanjki i zajedno upravljaju sanjkama. Ta je disciplina popularna u nekim dijelovima svijeta, a pobjednik je par koji prijeđe ciljnu liniju u najkraćem vremenu.
Sanjkanje je sport koji zahtijeva mnogo vještine i tehnike, a natjecatelji često treniraju godinama kako bi postigli vrhunske rezultate. Na Zimskim olimpijskim igrama sanjkanje je standardan sport, a natjecatelji iz cijelog svijeta se okupljaju kako bi se natjecali u ovoj uzbudljivoj disciplini.
Unatoč tome što se sanjkanje smatra uglavnom rekreacijskom aktivnošću, njegova popularnost kao sporta nastavlja rasti. Aktivnost je često vezana uz zimsku sezonu, ali postoje i mnoga ljetna sanjkališta koja omogućuju cijelogodišnju zabavu i rekreaciju.

## Galerija
- Trkaće sanjke s upravljačkim konopom i saonicima
- Dvojac sanjkaša na utrci svjetskog kupa sezone 2014./15. – Kühtai u Tirolu, Austrija

## Vanjske poveznice
- Croatian Luge Federation  Arhivirana inačica izvorne stranice od 22. siječnja 2009. (Wayback Machine) - Hrvatski sanjkaški savez
- Federation Internationale de Bobsleigh et de Toboganning (FIBT) - Međunarodna federacija za bob, skeleton i sanjkanje
- Saonice Hrvatska tehnička enciklopedija, portal hrvatske tehničke baštine. LZMK